# Schweizer Meisterschaften in der Nordischen Kombination 2002

Logo des Schweizer Skiverbandes

Die Schweizer Meisterschaften in der Nordischen Kombination 2002 fanden am 31. März 2002 im französischen Les Tuffes statt. Die Meisterschaften wurden im Sprint über 15 km ausgetragen. Ausrichter war der Schweizer Skiverband Swiss-Ski.

## Ergebnis
| Platz | Sportler            |
| ----- | ------------------- |
| 1     | Andy Hartmann       |
| 2     | Ronny Heer          |
| 3     | Andreas Hurschler   |
| 4     | Seppi Hurschler     |
| 5     | Christoph Engel     |
| 6     | Thomas Engel        |
| 7     | Lucas Vonlanthen    |
| 8     | Ivan Rieder         |
| 9     | Pascal Meinherz     |
| 10    | Michael Hollenstein |